# Праздники Индии
Индия — многонациональное и мультикультурное государство, поэтому здесь отмечаются праздники различных религий. Помимо религиозных, в Индии имеется три официальных национальных праздника: День независимости Индии, День Республики и День рождения Ганди. Среди праздников, непосредственно выражающих яркий культурно-религиозный колорит Индийской республики, выделяются (в порядке популярности на национальном уровне): индуистские Дивали, Ганеша-чатуртхи, Холи, Угади, Дуссехра (Дассера, Дурга-пуджа), Санкранти (Понгал), а также мусульманские Ид-уль-Фитр, Ид-уль-Атха, Мухаррам и Рамадан. Следует учитывать, что на уровне штатов и отдельных племенных групп имеются свои празднества и фестивали.

## Индуистские праздники
Индуисты имеют давнюю традицию празднования фестивалей на протяжении всего года. Так, празднуются наступление весны, торжество добра над злом, и многие другие события. Вот самые распространённые из них:
- Амавасья
- Анант Чатурдаши
- Байсакхи
- Басант
- Боналу
- Брахмотсавам
- Бхаубидж, также Бхай Дудж
- Васант Панчами
- Ват Пурнима
- Ганеш Чатурти
- Гита Джаянти
- Гуди Падва
- Гуру Пурнима
- Дивали, также Дипавали
- Дурга-пуджа
- Дассера, также Дассара
- Затра
- Карва Чот
- Коджагири Пурнима
- Кришна-джанмаштами
- Кумар Пурнима
- Кумбх Мела
- Лакшми-пуджа
- Махашиваратри
- Наг Панчами
- Навратри
- Онам
- Понгал
- Пратхам Астами
- Ракша-бандхан (Ракшья-бандхан)
- Раманавами
- Санкранти
- Сарасвати-пуджа
- Теедж
- Тричур Пурам
- Хануман Джаянти
- Чахтх
- Угади
- Холи
- Экадаши

## Праздники индийскихмусульман
- Чанд Раат
- Ид-уль-Ажа
- Ид-уль-Фитр
- Мухаррам, праздник индийских шиитов

## Крупнейшие торжества индийских христиан
- Пасха
- Рождество

## Сикхские праздники
- Дивали
- День рождения Гуру Нанака
- День рождения Говинда Сингха
- Байсакхи

## Зороастрийские праздники
Хотя зороастрийцы составляют менее 0,007 % индийского населения, но, ещё по наблюдениям Махатмы Ганди, несмотря на мизерную численность, их вклад в культурную мозаику индийского общества трудно переоценить. Зороастрийские празднества, однако, носят внутрисемейный характер. Для вычисления времени торжеств зороастрийцами Индии используется Шахеншахи — имперская версия зороастрийского календаря, сильно отличающаяся от версии Кадими («античная»), которая используется их иранскими единоверцами. К примеру, Новый год празднуется весной среди зороастрийцев Ирана, но в Индии зороастрийцы отмечают его в августе. Сезонные фестивали, именуемые «Гахамбары» вообще типичны для зороастризма, а самые знаменитые события приводятся в списке:
- Майдиозарем Гахамбар — Фестиваль середины весны
- Майдиошахем Гахамбар — Фестиваль середины лета
- Пайтишахем Гахамбар — День урожая в середине февраля
- Аятхрем Гахамбар — Фестиваль пригона скота в середине марта
- Майд’ярем Гахамбар — Фестиваль полугодового цикла. Отмечается в середине зимы и середине лета.
- Хамаспатмайдием или Муктад — Фестиваль душ. (аналогичен дню всех святых и Хэллоуину
- Патети — Сочельник, предновогодняя ночь. (Август-Сентябрь)
- Джамшеде Навроз. Аналог Новруза. (Август-Сентябрь)
- Джашане Садех Фестиваль огня. (Досл. «Сотый день» перед Новрузом)
- Джашане Мехраган Фестиваль Михра. Ден’ благодарения, посвящённый наивысшему ангелу — Митхре (Метатрону)
- Джашане Тигиран Фестиваль Тира. Этот день посвящается Тиштрии, ангелу звёзд Сириуса и дождя.
- Фарвардиган Фестиваль Фарохаров (ангелов-хранителей)
- Хордад Сал День рождения пророка Заратустры
- Зартошт Но-Дишо Празднование годовщины смерти великого пророка Заратустры.

## Джайнистские праздники
- Махавир Джаянти
- Кшамаваани
- Махамастакабишека
- Парьюшана

## Прочие
- Весак (Будда Джаянти, Будда Пурнима)
- Айя Вайкунда Аватарам
- Виджай Дивас (День Победы над вооруженными силами Пакистана) празднуется в Индии 16 декабря.
- Джая Экадаши (Дата праздника уникальна для каждого года).

## Неофициальные праздники
Помимо вышеназванных религиозных праздников, в последние 10-15 лет получили распространение и европейско-американские праздники, навеянные феноменом глобализации.
- Новый год;
- День святого Валентина;
- Первое апреля;
- День детей празднуется в Индии 14 ноября.